# HSF4
HSF4 (англ. Heat shock transcription factor 4) – білок, який кодується однойменним геном, розташованим у людей на короткому плечі 16-ї хромосоми. Довжина поліпептидного ланцюга білка становить 492 амінокислот, а молекулярна маса — 53 011.
| 10         |  | 20         |  | 30         |  | 40         |  | 50         |
| ---------- |  | ---------- |  | ---------- |  | ---------- |  | ---------- |
| MQEAPAALPT |  | EPGPSPVPAF |  | LGKLWALVGD |  | PGTDHLIRWS |  | PSGTSFLVSD |
| QSRFAKEVLP |  | QYFKHSNMAS |  | FVRQLNMYGF |  | RKVVSIEQGG |  | LLRPERDHVE |
| FQHPSFVRGR |  | EQLLERVRRK |  | VPALRGDDGR |  | WRPEDLGRLL |  | GEVQALRGVQ |
| ESTEARLREL |  | RQQNEILWRE |  | VVTLRQSHGQ |  | QHRVIGKLIQ |  | CLFGPLQAGP |
| SNAGGKRKLS |  | LMLDEGSSCP |  | TPAKFNTCPL |  | PGALLQDPYF |  | IQSPLPETNL |
| GLSPHRARGP |  | IISDIPEDSP |  | SPEGTRLSPS |  | SDGRREKGLA |  | LLKEEPASPG |
| GDGEAGLALA |  | PNECDFCVTA |  | PPPLPVAVVQ |  | AILEGKGSFS |  | PEGPRNAQQP |
| EPGDPREIPD |  | RGPLGLESGD |  | RSPESLLPPM |  | LLQPPQESVE |  | PAGPLDVLGP |
| SLQGREWTLM |  | DLDMELSLMQ |  | PLVPERGEPE |  | LAVKGLNSPS |  | PGKDPTLGAP |
| LLLDVQAALG |  | GPALGLPGAL |  | TIYSTPESRT |  | ASYLGPEASP |  | SP         |

A: Аланін

C: Цистеїн

D: Аспарагінова кислота

E: Глутамінова кислота

F: Фенілаланін

G: Гліцин

H: Гістидин

I: Ізолейцин

K: Лізин

L: Лейцин

M: Метіонін

N: Аспарагін

P: Пролін

Q: Глутамін

R: Аргінін

S: Серин

T: Треонін

V: Валін

W: Триптофан

Кодований геном білок за функціями належить до репресорів, активаторів, фосфопротеїнів. 
Задіяний у таких біологічних процесах, як відповідь на стрес, транскрипція, регуляція транскрипції, альтернативний сплайсинг. 
Білок має сайт для зв'язування з ДНК. 
Локалізований у ядрі.